# St. Joseph (Klötze)

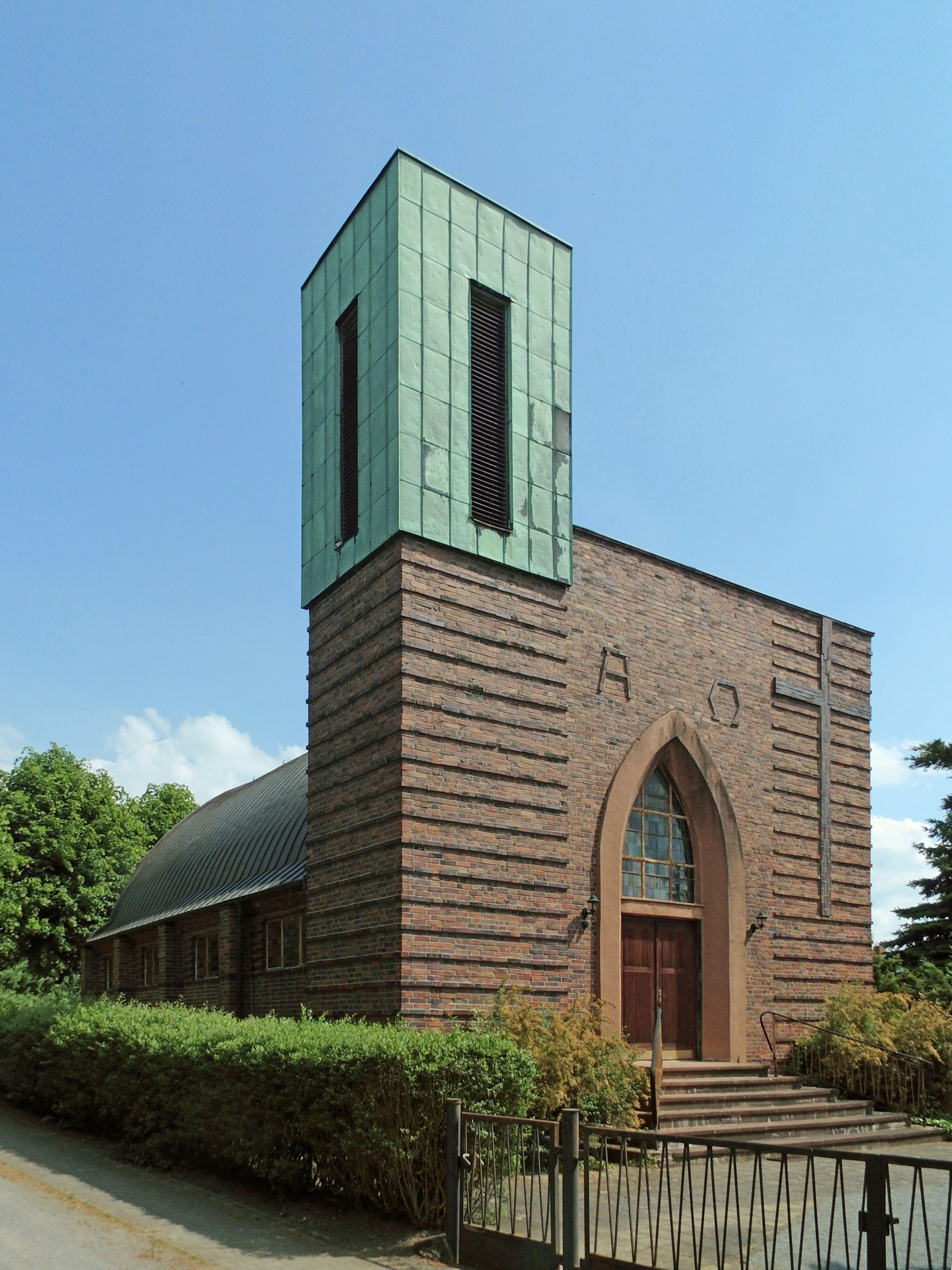
Außenansicht

Die Kirche Sankt Joseph ist die katholische Kirche in Klötze, einer Stadt im Altmarkkreis Salzwedel in Sachsen-Anhalt. Sie gehört zur Pfarrei „St. Hildegard“ mit Sitz in Gardelegen, im Dekanat Stendal des Bistums Magdeburg. Die nach dem heiligen Josef von Nazaret benannte Kirche befindet sich südlich des Friedhofs, auf dem Grundstück Kapellenberg 16, und ist im Denkmalverzeichnis des Landes Sachsen-Anhalt unter der Erfassungsnummer 094 90213 als Baudenkmal aufgeführt.

## Geschichte
1392 wird zum ersten Mal eine Kirche in Klötze, die Liebfrauenkirche, erwähnt. 1540 wurde in Klötze, das damals zum Bistum Verden gehörte, die Reformation eingeführt, wodurch die Bevölkerung von Klötze und die Klötzer Kirche evangelisch-lutherisch wurden.
1852 wurde Salzwedel Sitz einer Missionsvikarie, die unter anderem auch das etwa 30 Kilometer entfernt gelegene Klötze umfasste und 1920 zur Pfarrei erhoben wurde.
Von Mitte des 19. Jahrhunderts an ließen sich wieder Katholiken in Klötze nieder, die in den landwirtschaftlichen Betrieben Arbeit fanden. Nachdem Klötze 1889 an das Eisenbahnnetz angeschlossen worden war, wurden Anfang des 20. Jahrhunderts in Klötze Fabriken für Konserven- und Kartoffelflockenproduktion gegründet. Auch das nach dem Ersten Weltkrieg eröffnete Milchwerk bot weitere Arbeitsplätze.
Am 28. September 1930 erfolgte die Weihe der neuerbauten Kirche, die mit Hilfe des Bonifatiuswerkes erbaut worden war. Am 1. Mai 1939 wurde die Pfarrvikarie Beetzendorf errichtet, zu der fortan auch die Kirche in Klötze gehörte.
Nach dem Zweiten Weltkrieg vergrößerte sich die Zahl der Katholiken im Raum Klötze durch den Zuzug von katholischen Flüchtlingen und Heimatvertriebenen aus den Ostgebieten des Deutschen Reiches. 1946/47 erfolgte die Erhebung der Seelsorgestelle Klötze zur Kuratie. Von 1948 an wurden in Klötze katholische Kirchenbücher geführt. Zum 1. April 1959 folgte die Errichtung der Filialkirchengemeinde (Pfarrvikarie) Klötze, zur Errichtung einer Pfarrei kam es in Klötze nicht. 1978 gehörten zur Pfarrvikarie rund 530 Katholiken.
Seitdem die Kirche über keinen ortsansässigen Priester mehr verfügt, wurde sie zunächst vom Pfarrer aus Oebisfelde betreut, dann ab dem 1. Dezember 2006 vom Pfarrer aus Gardelegen. Am 1. November 2007 wurde aus den Pfarreien Gardelegen und Oebisfelde, den Kuratien Kalbe und Mieste, sowie den Pfarrvikarien Beetzendorf und Klötze ein Gemeindeverbund errichtet. Damals gehörten zur Pfarrvikarie Klötze rund 220 Katholiken. Am 2. Mai 2010 wurde aus dem Gemeindeverbund die heutige Pfarrei „St. Hildegard“ gebildet. Die Volkszählung in der Europäischen Union 2011 zeigte, dass von den 10558 Einwohnern der Stadt Klötze 200, und somit knapp 2 %, der römisch-katholischen Kirche angehörten. 2013 wurde das Pfarrhaus an privat verkauft.

## Architektur und Ausstattung

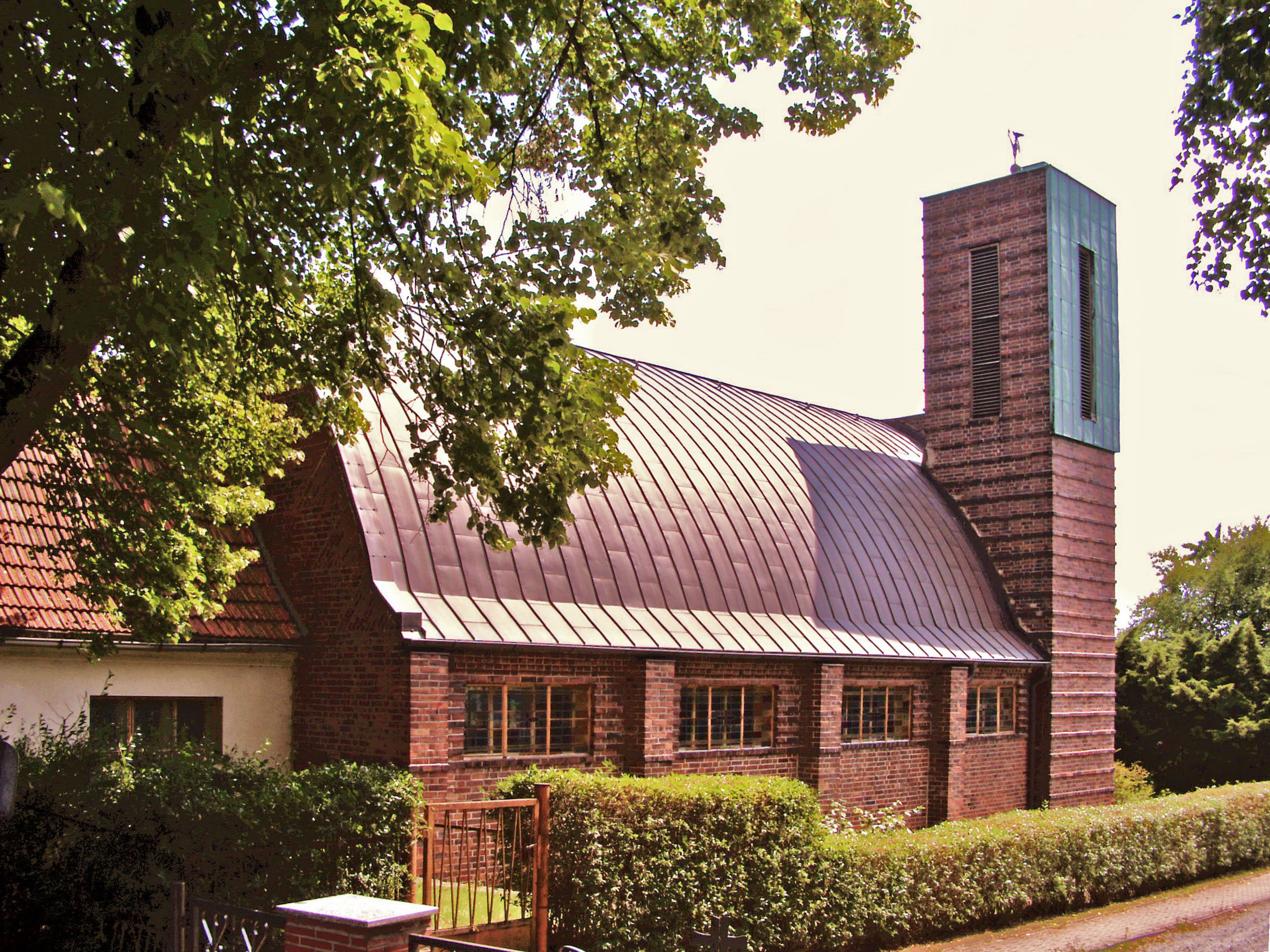
Außenansicht

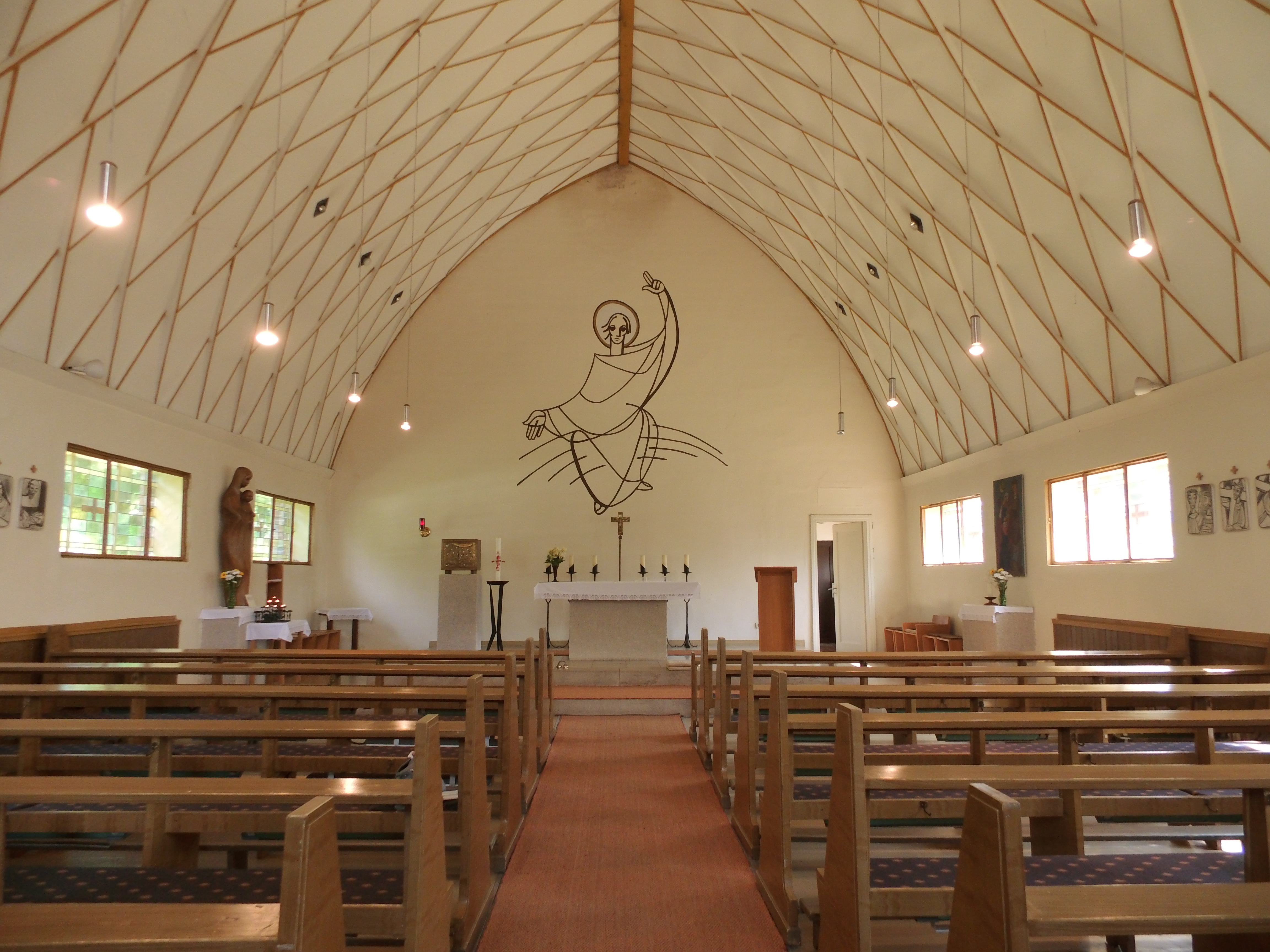
Innenansicht

Die Kirche mit Zollingerdach ist aus tiefdunklen Backsteinen erbaut und befindet sich in rund 56 Meter Höhe über dem Meeresspiegel. Sie wurde nach Plänen des Vorsfelder Baumeisters Klapprott erbaut und erinnert in ihrer Architektur an die 1926 geweihte Christkönigskirche von Dominikus Böhm in Bischofsheim. Ihr Turm, in dem sich zwei Glocken befinden, wird von einem Wetterhahn gekrönt. Die monumental anmutende Blendfassade der Eingangsseite ist mit einem Kreuz verziert. Über dem Eingangsportal befinden sich die Buchstaben Alpha und Omega (Α und Ω), der erste und der letzte Buchstabe des klassischen griechischen Alphabets. Sie sind ein Symbol für Anfang und Ende, damit für das Umfassende, für Gott. Die Form des Daches findet sich im Fenster über dem Eingangsportal wieder. Die Sakristei wurde später angebaut. Die Eisenfenster sind noch aus der Bauzeit der Kirche erhalten. 
Das Kirchengestühl ist ebenfalls noch original erhalten, es lässt einen Mittelgang frei und bietet 96 Besuchern Platz. Die Rückwand des Altarraumes zeigt eine Darstellung Jesu. Zur Innenausstattung gehören außer dem Altar und dem Tabernakel auch eine Marienstatue, vor der Opferkerzen aufgestellt werden können. Ferner ein Bild der Heiligen Familie, 14 Kreuzwegstationen und ein Beichtstuhl. Eine elektronische Orgel unterstützt den Gesang der Gottesdienstgemeinde. Im Keller der Kirche wurde ein Gemeinderaum eingerichtet.